# لاکهید مارتین ایکس-۵۵
 لاکهید مارتین ایکس-۵۵ هواپیمای توسعه یافته دورنیه ۳۲۸ جت ساخت شرکت لاکهید مارتین, شانک ورکز آمریکا است که نخستین پروازش را در ۲ ژوئن ۲۰۰۹ انجام داد و هم‌اکنون در حال توسعه و آزمایش است.

## پیشرفت
در طراحی لاکهید مارتین ایکس-۵۵ از آنتونوف-۷۲ 
الگو گرفته شده‌است.